# Circulez !
Pour plus de détails, voir Fiche technique et Distribution.
Circulez ! est un film français réalisé par Jean de Limur, sorti en 1931.

## Fiche technique
- Titre original : Circulez !
- Réalisation : Jean de Limur
- Scénario : Léopold Marchand
- Photographie : Nikolai Toporkoff
- Montage : Andrée Danis
- Musique : Pierre Chagnon et Fred Pearly
- Société de production : Les Films Osso et Patricia Films
- Pays de production : France
- Format : Noir et blanc - Son mono (RCA Recording) - 1,20:1
- Genre : comédie
- Durée : 102 minutes
- Date de sortie : 1931
- Affiche : Roger Cartier (France)

## Distribution
- Dorville : L’adjudant Boissonade
- Germaine Aussey : Lucie Boissonade
- Pierre Brasseur : Jean Dupont-Desroches
- Marcel Carpentier : Dupont-Desroches père
- Max Lerel
- Léon Arvel
- Philippe Rolla
- Henri Ebstein